# Big Air Shougang
Big Air Shougang est un stade de sport situé dans le district de Shijingshan à Pékin, en Chine, construit pour accueillir les événements de big air des Jeux olympiques d'hiver de 2022.

## Construction
Le site a été construit au-dessus d'une ancienne aciérie du groupe Shougang, qui a été fermée avant les Jeux olympiques d'été de 2008 en raison de problèmes de pollution de l'air. La construction du site a commencé en 2018 et s'est achevée le 1er novembre 2019. Le lieu est une installation permanente et peut être utilisé pour diverses compétitions sportives, devenant ainsi le premier site permanent de big air au monde,.

## Jeux olympiques d'hiver 2022
Pour les Jeux olympiques d'hiver de 2022, l'installation est le seul site de sports de neige à Pékin, ainsi que l'un des deux nouveaux sites de compétition de la zone. Il y a quatre épreuves de médailles disputées ici : la compétition de ski acrobatique big air pour hommes et femmes, ainsi que la compétition de snowboard big air pour hommes et femmes.